# Шушинская крепость
Шушинская крепость (азерб. Şuşa qalası) — крепость в городе Шуше (Азербайджан), построенная в середине XVIII века. У крепости было три главных входа: ворота Гянджа, Эривань и Агоглан.

## Этимология
«Краткий оксфордский словарь мировых топонимов» отмечает, что название города Шуша означает «стекло» и происходит от вызова, брошенного персидским шахом Ага Мухаммадом Каджаром, который, когда его армия приближалась к городу, в письме написал Ибрагим Халил-хану: «Камни как град сыплются с неба, Безумец! Ведь от них стекло не спасёт».
Согласно данным «Кавказского календаря» на 1846 год город Шуша изначально носил название Панах-Абат (другая форма — Панах-абад), а своё нынешнее название принял от близлежащей армянской деревни Шуши. В ряде других источников название соседнего селения, от которого, как утверждается, получил своё название город, упоминается как Шушикент, Шош или Шушакенди.
Согласно азербайджанскому преданию, создатель и первый правитель Карабахского ханства Панах-хан, приехав в гости к правителю Барды, был приглашён им на охоту в ближайшие горы и леса. Очарованный местной природой, хан якобы сказал себе: «Что за прекрасное место, какой здесь чистый и прозрачный воздух, как будто из стекла (азерб. şüşə). Здесь можно основать прекрасный город». Так и случилось — по распоряжению Панах-хана в этом месте был основан город под названием Шуша. В 1834 году версию происхождения названия города от слова «шуша» («стекло») привёл в своих записках российский писатель и военный историк Платон Зубов, который имел возможность общаться с современниками основания Шуши.

## История

### Основание
Крепость была построена в середине XVIII века Панах-Али ханом с помощью своего союзника армянского мелика Шахназара для защиты Карабахского ханства и изначально называлась Панахабад. Позднее крепость стала называться Кала или Шуша-каласы, и, наконец, — Шуша. По одной из версий, крепость стала называться так по имени близлежащего армянского селения Шушикент, часть жителей которого была переселена в новую крепость, вместе с жителями Шах-булага и нескольких других деревень. По словам Мирзы Джамала, до основания города Панах-Али ханом на этом месте «не было никаких жилищ. Это место было пашней и пастбищем, принадлежавшими жителям Шушикенда, расположенного в шести верстах восточнее крепости».
Так, враждовавший с соседями мелик Варанды Шахназар обратился за помощью к Панах-хану, стал его вассалом и предоставил ему территорию в пределах Варандинского меликства, где среди неприступных скал последний и построил крепость Шушу. Вопрос о постройке Шушинской крепости, как сообщает Мирза Джамал, был решён по «совету и указанию» Шахназара. По словам Мирзы Джамала, Панах-Али хан, для осмотра района будущей крепости отправил нескольких опытных и знающих местность людей из числа своих приближённых. Кроме двух-трёх маленьких родников на этой территории не было проточной воды. А имеющиеся здесь источники не могли обеспечить потребности большого скопления жителей будущей крепости. Поэтому посланцами хана в ряде мест, где предроложительно могла быть вода, были вырыты колодцы. Ими было также установлено, что и во многих других местах можно вырыть колодцы и добывать воду. Согласно Мирза Джамалу, Панах-Али хан, узнав о проводимых на территории работах, лично отправился туда вместе с несколькими своими приближёнными и, осмотрев местность, приступил к постройке крепости.
Платон Зубов в своем историческом романе отметил весьма высокий темп строительства крепости Шуша. Спустя год после основания крепости в Карабах вторглись войска Мохаммад-Хасан-хана Каджара. Когда многие азербайджанские ханы признали власть Мохаммад-Хасана, лишь правитель Карабаха Панах Али-хан оказал упорное сопротивление и не сдал Шушинскую крепость каджарскому войску.
Согласно ряду исследователей, ещё до середины XVIII века в районе современной Шуши среди гор существовали использовавшиеся армянским населением округа Варанды укрепления, известные как сгнах Шоши (Крепость Шоши) (так как это место служило убежищем для населения села Шош во время нашествия врагов), которые к моменту постройки Панах-ханом крепости Панахабад (нынешнего города) были разрушены и запущены, а местность эта являлась пашней и пастбищем жителей Шуши-кенда. У входа в Шушинскую пещеру, расположенную за городской чертой на отвесных склонах Дашалтинского ущелья, сохранились относящиеся к средневековью мощные фортификации, останки крепостных стен и построек, среди которых — служивший надёжным убежищем в случае опасности скальной замок и пещерный замок, который, по свидетельству Ахмед-бека Джаваншира, сообщался с Шушинской крепостью потайным подземным ходом. Вход в пещерный замок преграждают полукруглая башня и мощная оборонительная стена. Руководивший в 1971 году раскопками археологической экспедиции в пещерном замке азербайджанский археолог Мамедали Гусейнов считал, что, именно это неприступное оборонительное сооружение было самой первой резиденцией Панах-хана в Шуше.

#### Вопрос датировки крепости
Большинство исследователей (Энциклопедия ислама, ЭСБЕ, «Словарь современных географических названий» В. М. Котлякова, Большой Энциклопедический словарь, Армянская советская энциклопедия) считают годом основания крепости 1752 год. «Энциклопедия исламского искусства и архитектуры Гроува» и российский востоковед Дмитрий Арапов отмечают, что Шуша была основана в 1756-57 гг. Согласно же советскому востоковеду Илье Петрушевскому, Шуша была основана в 1754 году. Военный историк Василий Потто отмечал, что Панах-хан в 1752 году построил неприступную Шушинскую крепость и перенёс туда свою резиденцию из Шах-Булаха. По сообщению Потто, на стенах городской мечети сохранилась надпись, свидетельствующая, что «город и крепость основаны Пана-ханом в 1167 году Геджры».
Азербайджанский историк XIX века Ахмед-бек Джаваншир пишет, что Панах-хан в 1754 году на месте нынешнего города Шуша построил свою резиденцию и назвал его своим именем, то есть Панахабад. Другой азербайджанский историк XIX века Мирза Адигезаль-бек в своём историческом труде «Карабаг-наме» писал, что фундамент будущего города Шуша заложили в 1170 году хиджры, что соответствует 1756-57 гг. Эта дата была обнаружена также в других списках «Карабаг-наме» (рукописи инв. № 1 Восточного отдела Фундаментальной библиотеки Академии наук Азербайджанской ССР и рукописи инв. № 1522 научного архива Института истории им. А. Бакиханова Академии наук Азербайджанской ССР). По мнению советского востоковеда Вадима Левиатова, данная датировка вызывает сомнение, так как Панах-хан умер в 1172 году хиджры, то есть 1758-59 гг., и, если верить тому, что город был заложен в 1170 году хиджры, то нужно будет признать, что он был заложен за два года до смерти Панах-хана, что, по мнению Левиатова, противоречит известным фактам из жизни Панах-хана. Другой азербайджанский историк XIX века Мирза Джамал Джеваншир в своём сочинении «Карабаг», опубликованному в переводе А. Верже в газете «Кавказ» за 1855 год, также отмечал, что «в 1170 году хиджры он [Панах-хан] перевёл всех жителей Шах-булага и некоторых окружных деревень в Шушу». По словам Левиатова, это можно понять как в том смысле, что крепость уже была отстроена, так и в том смысле, что её только начали строить.
Пытаясь датировать время постройки крепости, Левиатов исходит из того, что в то время, когда войска Мохаммед-Хасан-хана Каджара были в Карабахе, Шуша уже существовала. Мохаммед-Хасан-хан пробыл в Карабахе всего около месяца, после же удалился на юг. Спустя некоторое время карабахский, гянджинский, карадагский, нахичеванский и эриванский ханы встретились около Гянджи с царем Грузии Ираклием II, намереваясь идти войной против шекинского Гаджи-Челеби-хана, но были пленены Ираклием II. В анонимной грузинской хронике (издана под заглавием «Описание событий» в русском переводе Е. С. Такаишвили в 21-м выпуске «Сборника материалов для описания местностей и племен Кавказа») указанные события отнесены к марту 1752 года. Таким образом, Левиатов приходит к выводу о том, что наиболее поздний срок закладки крепости Шуши следует определить первыми двумя месяцами 1751 года или второй половиной 1750 года.

### Крепость в конце XVIII—XIX вв.

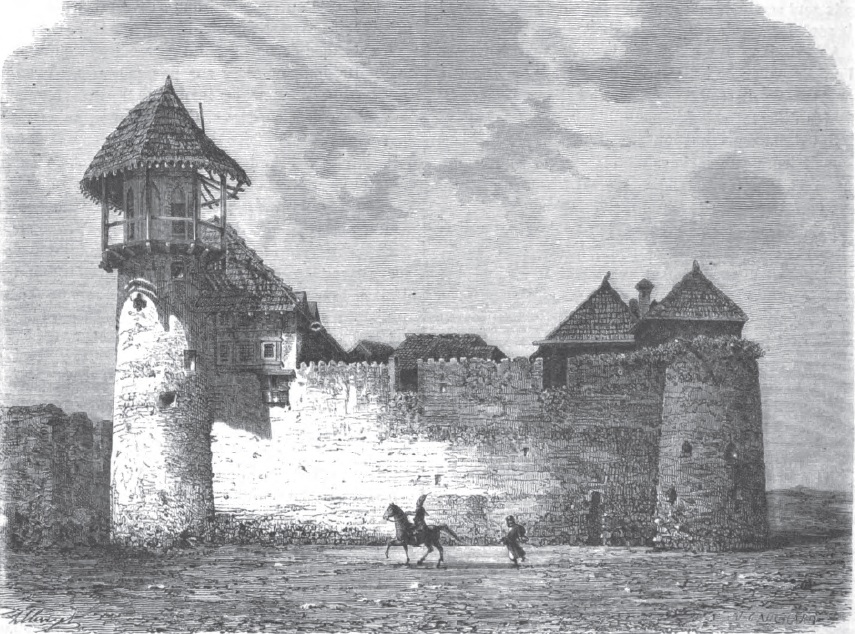
Северо-западная часть укреплённого жилища в Шуше. Рис. Клерже по зарисовке В. Верещагина. Опубликовано в Le Tour du monde (1869)

К моменту правления Ибрагим Халил-хана стоявшая на высокой обрывистой горе Шушинская крепость, уже имела довольно массивные стены. К крепости вела лишь одна узкая тропа. Правитель Карабахского ханства Ибрагим Халил-хан, твёрдо решив защищать крепость до последней возможности, принял меры по устройству крепостной артиллерии и усилению отрядов всадников. В этом хана твёрдо поддержал его визирь Молла Панах Вагиф.
Летом 1795 года шах Персии Ага Мохаммед Шах Каджар, восстановил Худаферинский мост, перешёл Аракс и во главе огромной армии начал поход на Кавказ. Армия шаха состояла из трёх отрядов: первый пошёл через Мугань на Ширван и Дагестан, левый под командованием Али Кули-хана — на Эривань, а средний, которым командовар сам Ага Мохаммед Шах двинулся на Шушу, главную крепость Карабахского ханства. По сообщению Мирзы Джамала, Ага Мохаммед Шах «со всеми войсками Ирака, Фарса, Азербайджана и Хорасана» пошел на Шушинскую крепость и разбил лагерь в одном фарсахе на привале Гавохан. Ибрагим Халил-хан, узнав о предстоящем нападении иранских войск, заблаговременно принял ряд мер для укрепление обороны крепости. Из-за хорошо организованной защиты крепости Ибрагим-Халил-ханом осадивший Шушу Ага Мохаммед Шах не мог её взять.

### Крепость как памятник архитектуры
В 1977 году город Шуша вместе с крепостью были объявлены историко-архитектурным заповедником Азербайджанской ССР.
В мае 1992 года крепость вместе с городом перешла под контроль непризнанной Нагорно-Карабахской Республики.
В 2001 году распоряжением Кабинета министров Азербайджанской Республики № 132 крепостные стены города вместе с замком Кара Беюк-ханым и Гянджинскими воротами были включены в список охраняемых государством объектов в качестве «архитектурного памятника национального значения».
8 ноября 2020 года город Шуша и Шушинская крепость полностью вернулись под контроль Азербайджана.
12 февраля 2021 года в соответствии с поручением Госкомитета по архитектуре и градостроительству Азербайджана при участии 22 специалистов начались работы по реконструкции крепости. В марте 2021 года был завершён первый этап проекта, включавший в себя консервацию Гянджинских ворот и восстановление и консервацию разрушенных участков крепостных стен. К проекту восстановления крепостных стен Шуши и Гянджинских ворот в качестве консультанта был привлечён руководитель австрийской реставрационной компании Atelier Erich Pummer GmbH.

## Иллюстрации

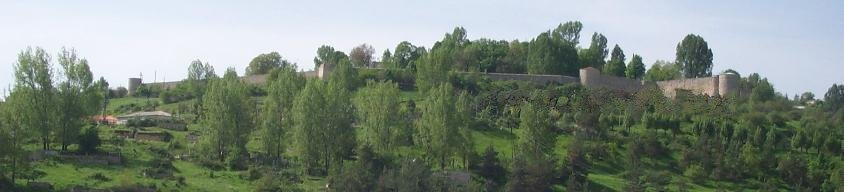
Один из сохранившихся участков стены

Генеральный план Шушинской крепости и города. XIX век
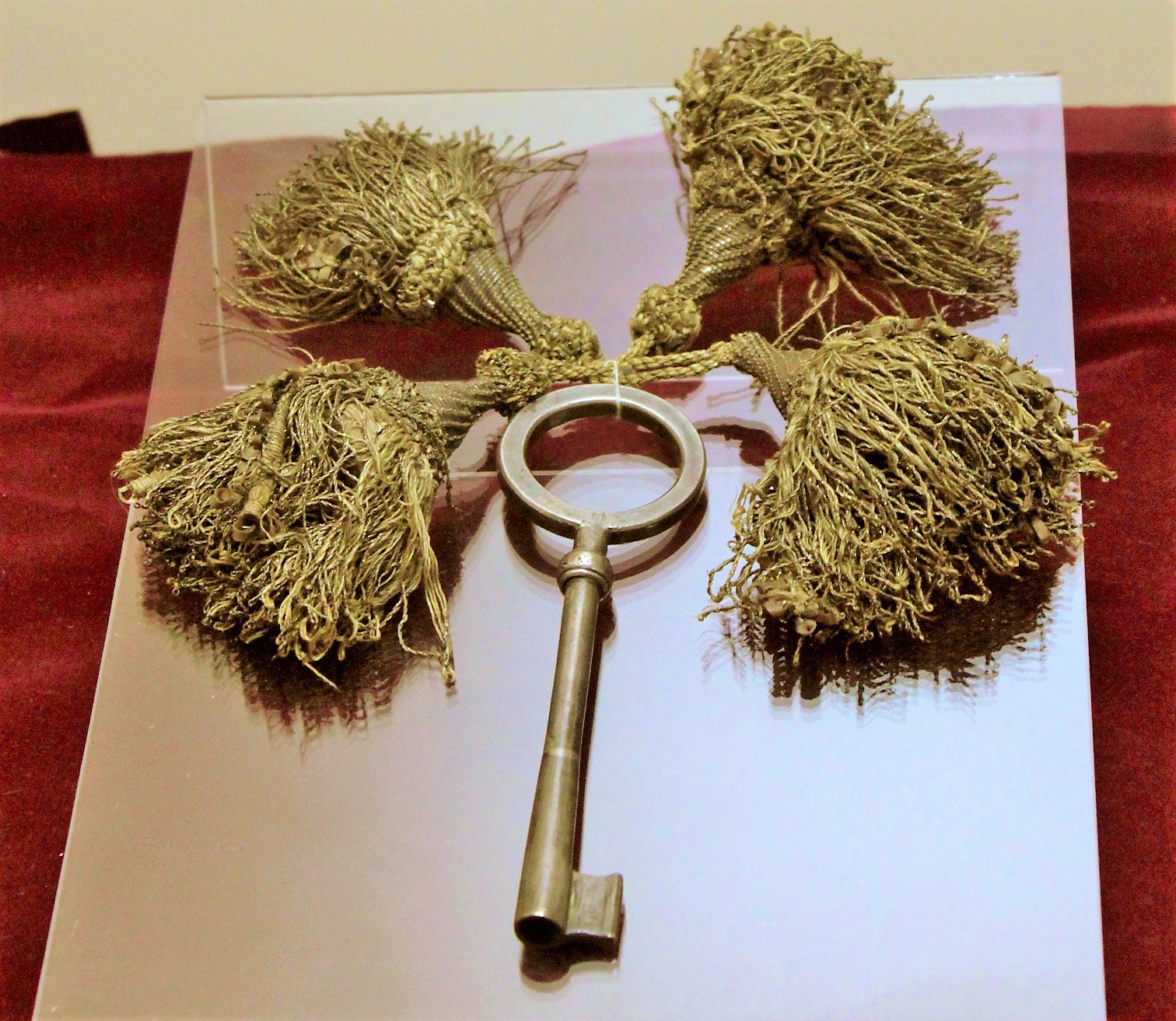
Серебряный ключ от Шушинской крепости в Музее истории Азербайджана
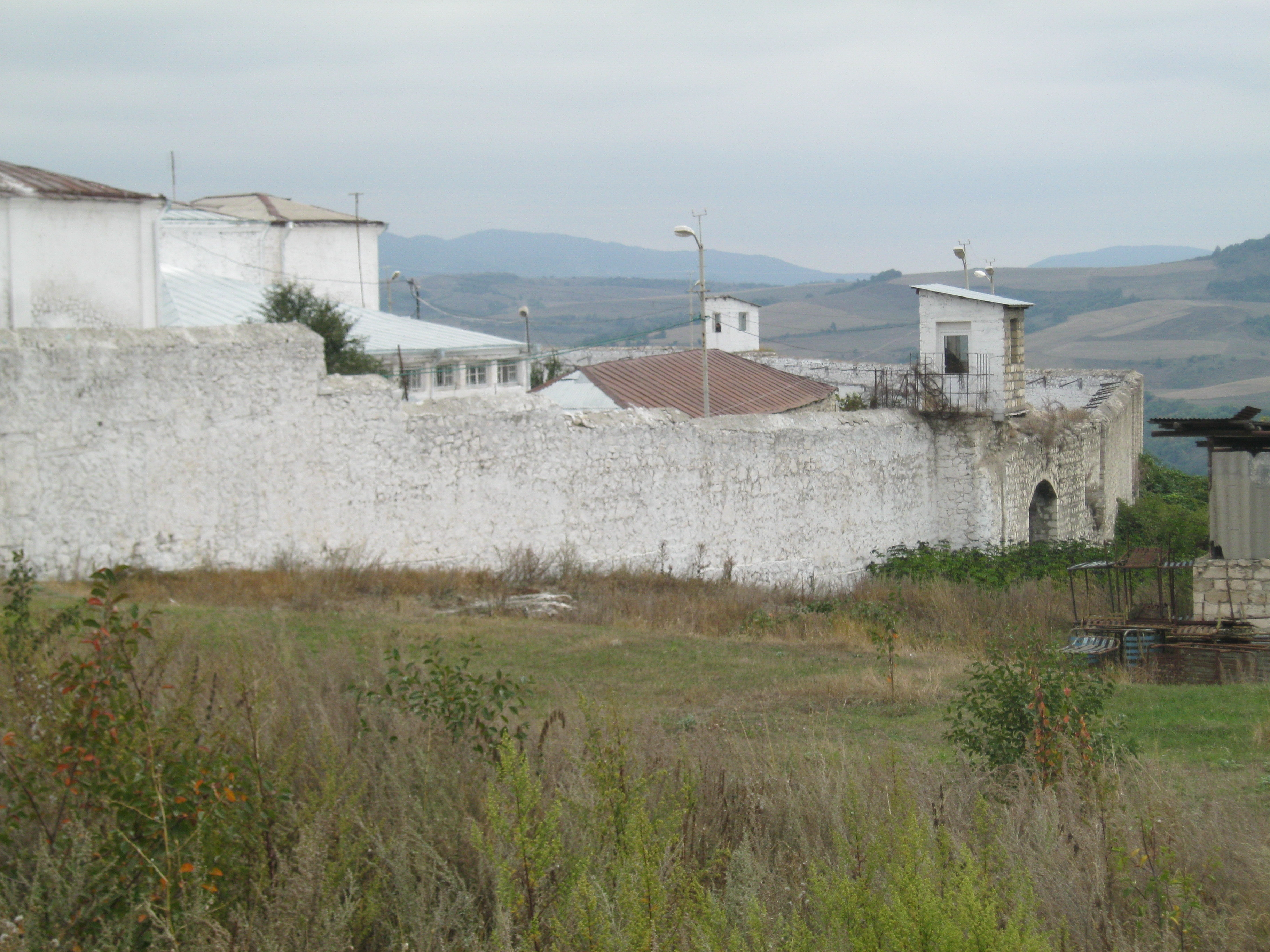
Ворота Агоглан
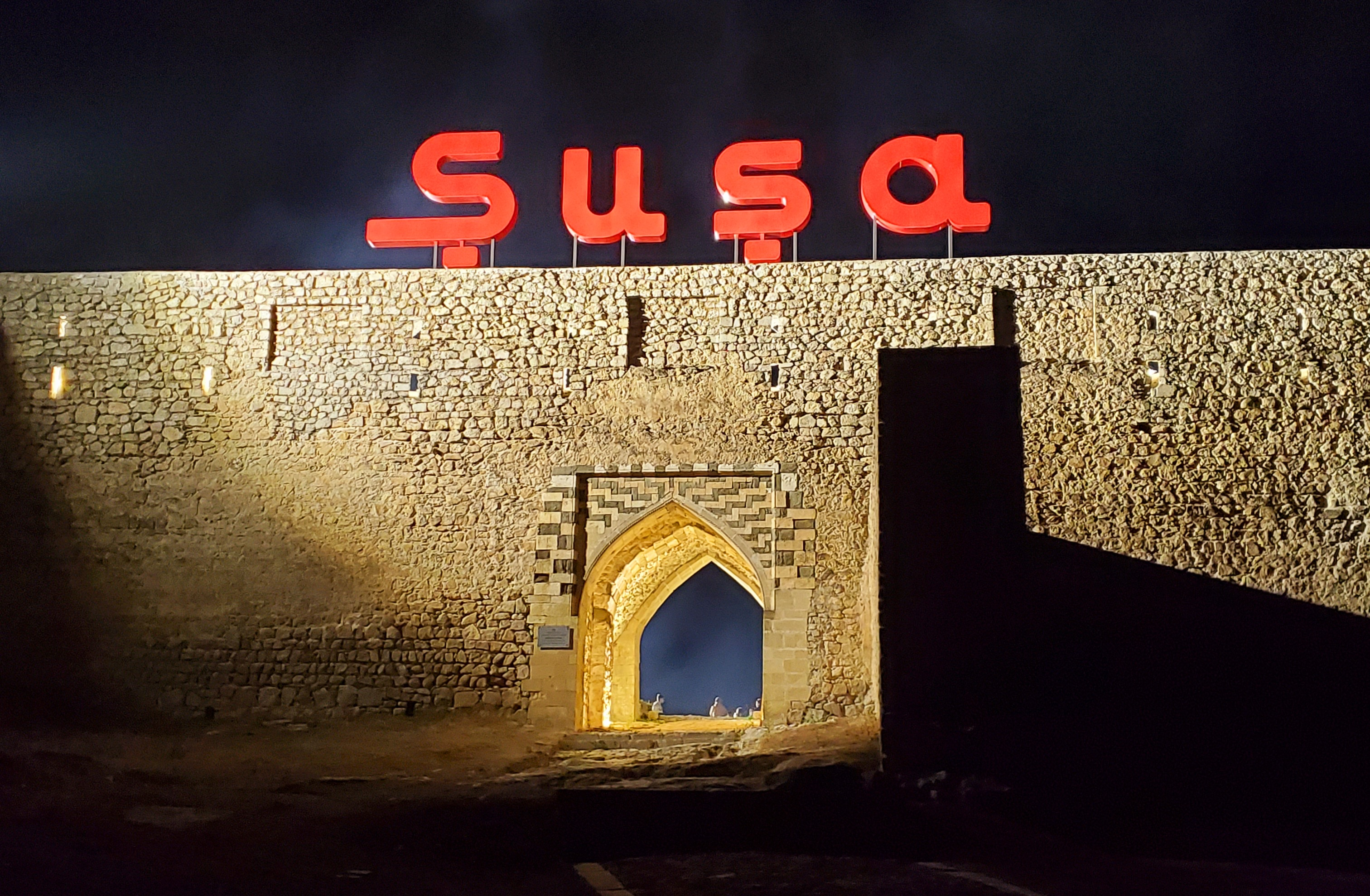
Гянджинские ворота
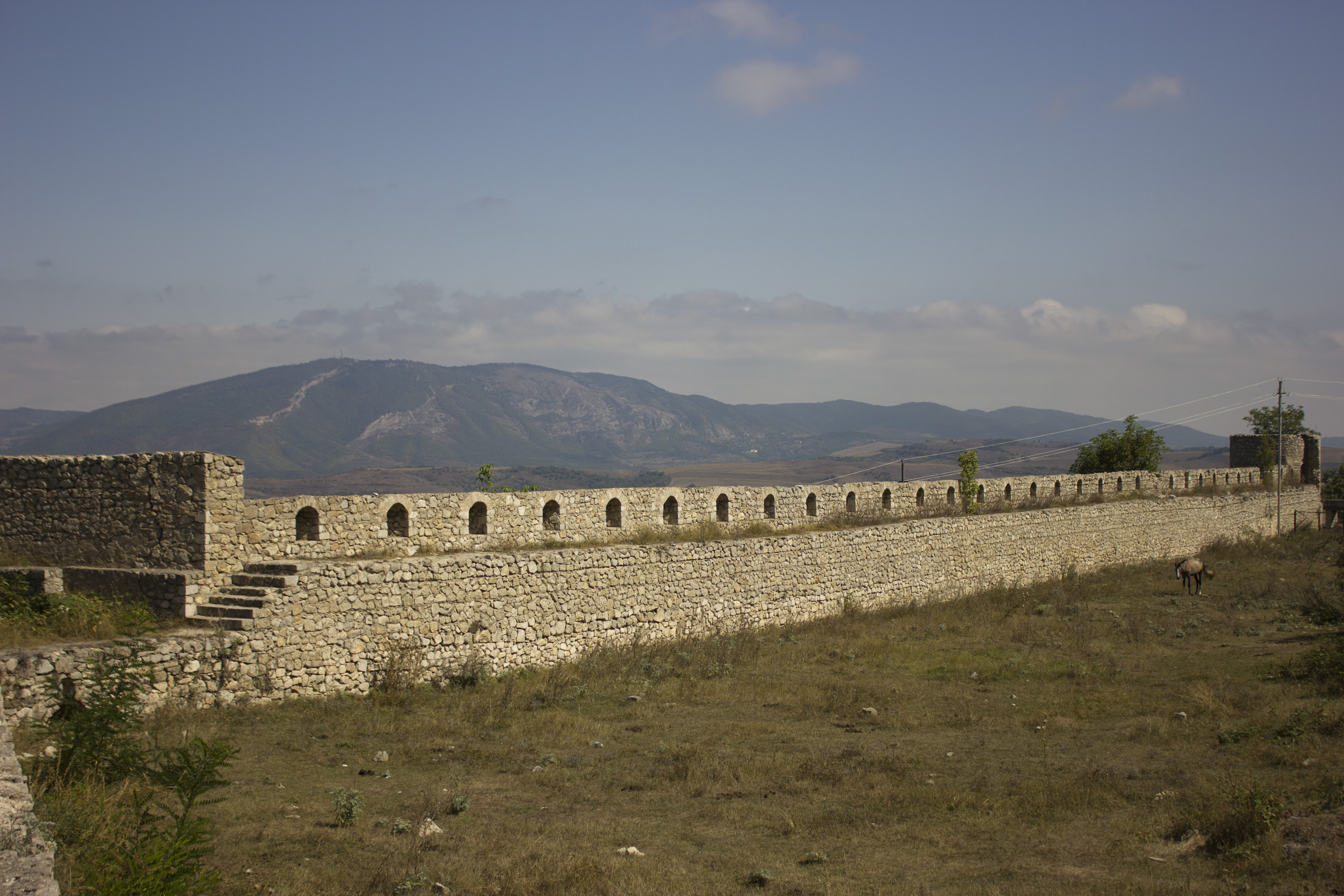
Участок стены
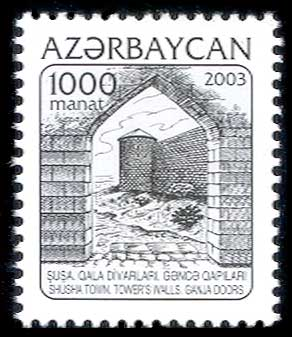
Марка Азербайджана 2003 года, посвящённая крепости и Гянджинским воротам